# セシル・デュフロ
セシル・デュフロ（Cécile Duflot、1975年4月1日 - ）は、フランスの政治家。6年間ヨーロッパ・エコロジー＝緑の党全国書記（書記長。党首に相当）として務めた。

## 経歴

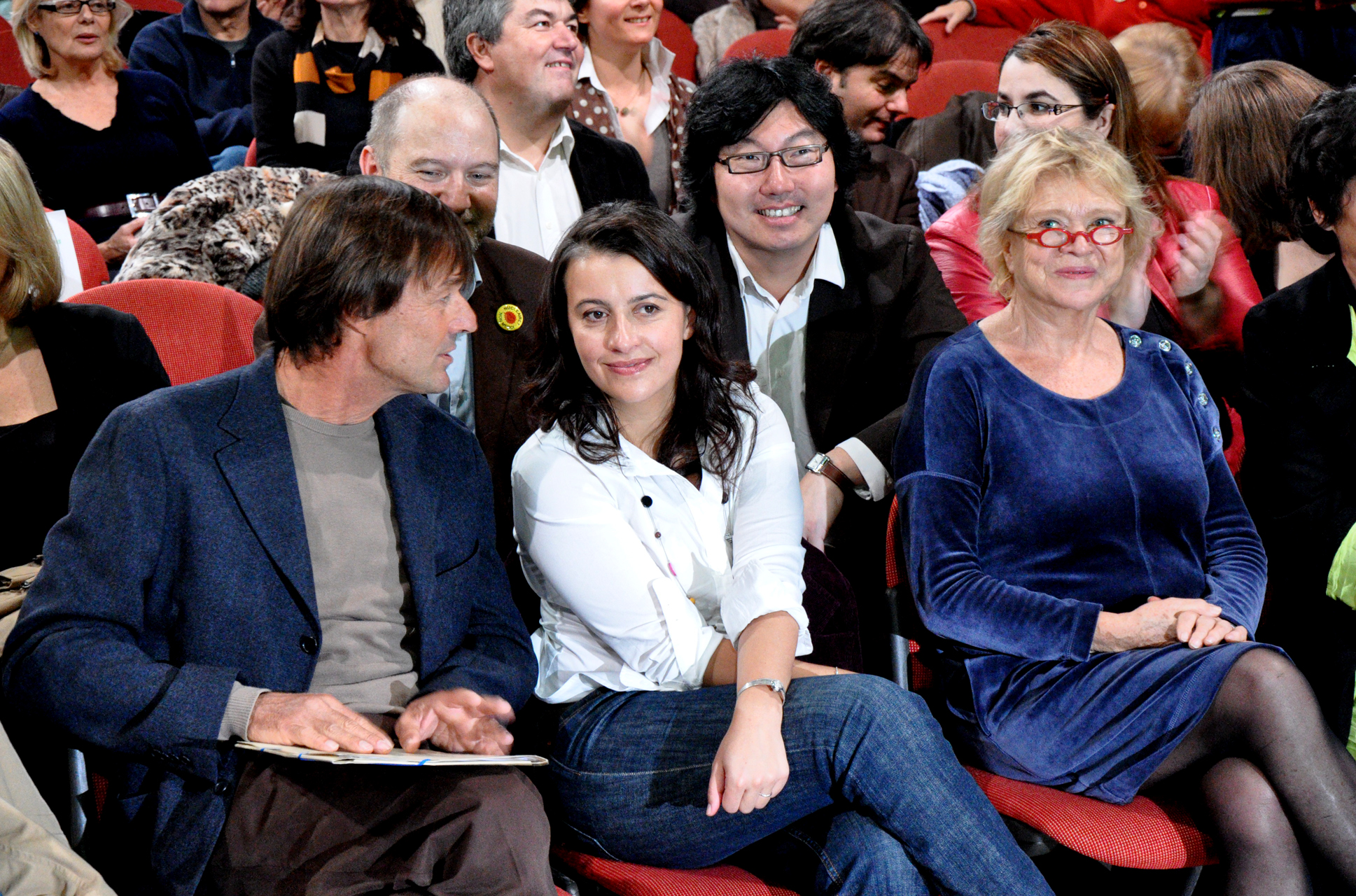
環境運動家のニコラ・ユロ、イル＝ド＝フランス地域圏交通担当知事のジャン＝ヴァンサン・プラセ、欧州議会議員のエヴァ・ジョリらと（2010年11月13日）

パリ東南ヴァル＝ド＝マルヌ県ヴィルヌーヴ＝サン＝ジョルジュ出身。父親は鉄道員で労働組合運動家だった。
エセック経済商科大学院大学（フランスにおける最高レベルのビジネススクール）で地理学を専攻し、修士号を取得。その後、2001年に緑の党に入党した。2005年党のスポークスマンとなる。2006年12月16日パリで開かれた全国大会で全国書記であったヤン・ヴェーリングと交代する。2007年フランス大統領選挙の候補者選出では、23．29パーセントを獲得した。
2012年5月に発足した第1次ジャン＝マルク・エロー内閣では、地域間平等・住宅大臣に就任した。就任から内閣の公式撮影でジーンズ、国民議会でドレスを着たことが議論となり、国民運動連合所属の政治家らから批判を受けた。
最初の結婚で一男二女をもうけている。現在のパートナーとの間には2008年に女児が生まれている。
2017年6月に行われた国民議会選挙では、2回目の投票にも残れず落選した。